# Caloplaca thamnodes
Caloplaca thamnodes är en lavart som beskrevs av Poelt. Caloplaca thamnodes ingår i släktet orangelavar och familjen Teloschistaceae.   Inga underarter finns listade i Catalogue of Life.